# Tomaž Čeč
Tomaž Čeč, slovenski založnik in urednik, * 21. december 1971, Ljubljana.

## Življenje in delo
Tomaž Čeč je leta 1990 maturiral v Ljubljani, v založništvu pa je začel delati l. 1998. Zaposlen je bil pri Slovenski založbi in Založniški hiši Primath, je ustanovitelj Založbe Maks Viktor ter soustanovitelj Zavoda Dežela Kranjska. Je oče projekta; pobudnik, vodja, urednik in tehnični urednik, ki je organizacijsko in izvedbeno izpeljal izdajo integralnega prevoda Slave vojvodine Kranjske, projekta, za katerega so prevajalci Božidar, Doris in Primož Debenjak prejeli odlikovanje Republike Slovenije - Red za zasluge ter pomočnik pri izdaji prevoda Valvasorjeve Popolne topografije stare in sodobne nadvojvodine Koroške.

## Izbrana bibliografija
- Janez Vajkard Valvasor - Slava vojvodine Kranjske : integralni prevod (COBISS) (pobudnik, vodja projekta, urednik, tehnični urednik) (Ljubljana, ZDK, 2009-2012)
- Janez Vajkard Valvasor - Popolna topografija stare in sodobne nadvojvodine Koroške (COBISS) (pomočnik urednika) (Ljubljana, SAZU, 2013)
- Franc Anton von Steinberg - Temeljito poročilo o na Notranjskem ležečem Cerkniškem jezeru (COBISS) (urednik) (Cerknica, 2015)
- Tobija Gruber - Hidrografska in fizikalna pisma s Kranjske (COBISS) (urednik) (Cerknica, 2017)
- Balthasar Hacquet - Oriktografija Kranjske (COBISS) (urednik) (Cerknica, 2020)
- Joseph Anton Nagel - Opis na najvišji ukaz Njegovega rimskocesar. in kralj. veličanstva Franca I. raziskanih redkosti narave, ki se nahajajo v vojvodini Kranjski (urednik) (Cerknica, 2021)
- Balthasar Hacquet - Kranjske alpske rastline (urednik) (Ljubljana, 2021)
- Tisoč in ena noč - integralni prevod iz arabščine (COBISS) (vodja projekta, urednik) (Ljubljana, 2021)